# Rik Samaey
Rick Samaey (Ostenda, 30 agosto 1960) è un ex cestista belga.

## Carriera
Con il Belgio ha disputato due edizioni dei Campionati europei (1979, 1993).

## Palmarès
- Campionato belga: 12

Ostenda: 1980-81, 1981-82, 1982-83, 1983-84, 1984-85
Raching Mechelen: 1986-87, 1988-89, 1989-90, 1990-91, 1991-92, 1992-93, 1993-94
- Coppa del Belgio: 10

Ostenda: 1979, 1981, 1982, 1983, 1985
Raching Mechelen: 1986, 1987, 1990, 1993, 1994